# Heinz Brandt
Heinz Brandt (født 11. marts 1907, død 21. juli 1944) var en tysk rytter og oberst, der deltog i 2. verdenskrig.

## Tidlige liv
Brandt blev født i Charlottenburg og sluttede sig til Reichswehr i 1925. Han deltog i et kursus på kavaleriskolen i Hannover fra 1927 til 1928 og blev efterfølgende udnævnt til løjtnant. Som rytter deltog han i Sommer-OL 1936 i Berlin, hvor han på hesten Alchemy blev olympisk mester med det tyske hold i ridebanespringning. De øvrige deltagere på holdet var Kurt Hasse på Tora og Marten von Barnekow på Nordland.
Ved udbruddet af anden verdenskrig var Brandt tilsluttet generalstaben i Oberkommando der Wehrmacht. Efter at have tjent i en infanteridivision blev han forfremmet til major i 1941 og oberstløjtnant i 1942. Han tjente derudover som næstkommanderende for Adolf Heusinger.

## Død
Heinz Brandt var i Ulveskansen under det mislykkede 20. juli-attentat i 1944, hvor han var til stede ved en konference, som også Hitler deltog i. Her lagde oberst Claus von Stauffenberg en kuffert indeholdende en bombe ved Brandts fødder så tæt på Hitler som muligt og til højre for general Heusinger, som stod ved siden af ham. Stauffenberg kom derefter med en undskyldning for, at han havde et telefonopkald og forlod mødelokalet.
Kort efter at Stauffenberg var gået, ville Brandt se et kort på bordet bedre. Kufferten stod i vejen for ham og han flyttede den til den anden side af et tykt bordben. Syv minutter senere eksploderede bomben og Brandt blev alvorligt såret. Han døde på hospitalet af sine kvæstelser og blev posthumt udnævnt til generalmajor den følgende dag. Tre andre personer døde som følge af eksplosionen. Det blev senere fastslået, at bombens placering ved siden af et bordben var en afgørende faktor for, hvem der overlevede i rummet. Heinz Brandt er derfor generelt krediteret som den officer, der utilsigtet reddede Hitlers liv.
Heinz Brandt ligger begravet på Stadtfriedhof Engesohde i Hannover.